# Belbédji (département)
Belbédji est un département de la région de Zinder au Niger.

## Géographie
Le département s'étend à l'ouest de région de Zinder, sur une superficie de 9 173 km2.
| Aderbissinat | Aderbissinat |        |
| Bérmo        | Belbédji     | Tanout |
| Dakoro       | Mayahi       |        |

## Histoire
Le poste administratif de Belbédji instauré en 1988, est séparé en 2011 du département de Tanout et élevé au statut départemental.

## Population
Selon le recensement général de la population et de l'habitat de 2012, le département compte 96 452 habitants. De 2001 à 2012, la population a augmenté en moyenne de 3,6 % par an (pour un accroissement national moyen de : 3,9 %). 

## Administration
Le département couvre une commune rurale : 
- Tarka